# Poly(styrol-co-divinylbenzol)sulfonsäure
Poly(styrol-co-divinylbenzol)sulfonsäure ist eine chemische Verbindung aus der Gruppe der Polystyrole. Es handelt sich um ein sulfoniertes Styrol-Divinylbenzol-Copolymer (sulfoniertes vernetztes Polystyrol, vernetzte Polystyrolsulfonsäure), das als Kationenaustauscher wirkt. Verwendet wird es unter anderem in industriellen Ionenaustauschern etwa zur Wasseraufbereitung sowie medizinisch zur Behandlung erhöhter Serum-Kaliumkonzentrationen (Hyperkaliämie).

## Eigenschaften
Bei der Poly(styrol-co-divinylbenzol)sulfonsäure sind die Polystyrolsulfonsäure-Ketten mit Divinylbenzol quervernetzt. Diese vernetzte Form der Poly(styrolsulfonsäure) ist praktisch wasserunlöslich.

## Herstellung
Ausgangsstoff ist ein Styrol-Divinylbenzol-Copolymer. Die Sulfonierung der Phenylgruppen des Copolymers erfolgt mit Schwefelsäure:

## Verwendung
Poly(styrol-co-divinylbenzol)sulfonsäure und ihre Salze werden zum Ionenaustausch von Kationen aus Lösungen verwendet.

### Wasseraufbereitung
Bei der Wasseraufbereitung dient die H+-Form zur Entcarbonisierung oder in der Na+-Form zur Enthärtung.

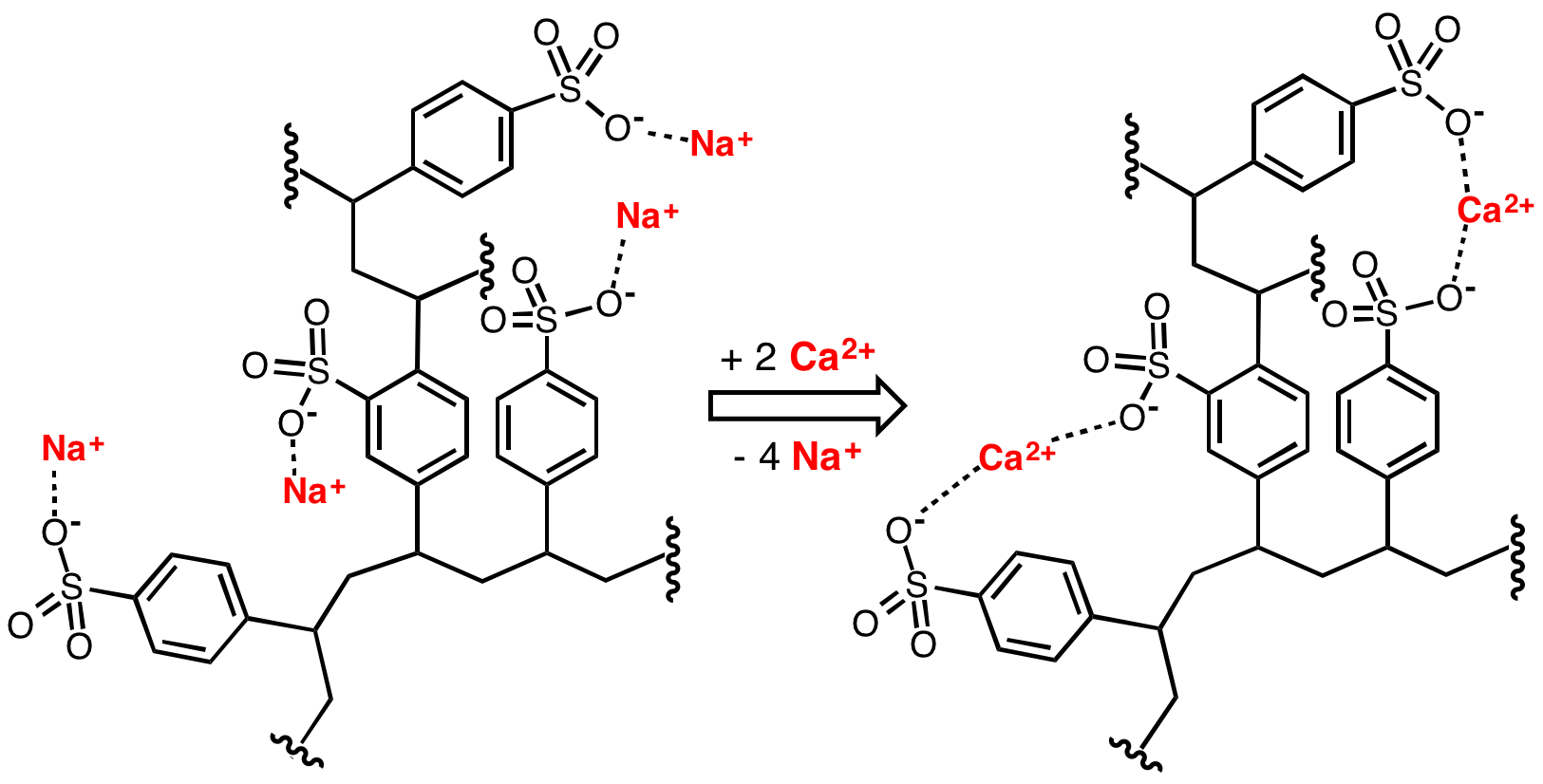
Vereinfachte Darstellung eines Kationenaustauschers aus Polystyrolsulfonsäure

Markennamen sind beispielsweise Dowex (Dow Chemicals), Amberlite (Rohm and Haas), Purolite (Purolite) und Lewatit (Lanxess).

### Behandlung von Hyperkaliämie
Medizinisch werden das Natriumsalz oder – bei Natriumvermeidung – das Calciumsalz der Poly(styrol-co-divinylbenzol)sulfonsäure (Monomerverhältnis 92:8) bei Hyperkaliämie eingesetzt, also bei einer erhöhten Serum-Kaliumkonzentration, um den Serum-Kaliumspiegel zu senken, sofern die Peristaltik nicht beeinträchtigt ist. Die Anwendung kann oral (als Getränk) oder rektal (als Einlauf) erfolgen.

#### Wirkungsmechanismus
Das Poly(styrol-co-divinylbenzol)sulfonsäuresalz bewirkt im Darm den Austausch von Kalium-Ionen durch Natrium- bzw. Calcium-Ionen. Dadurch sinkt die Konzentration der Kalium-Ionen im Blut.

#### Unerwünschte Wirkungen
Poly(styrol-co-divinylbenzol)sulfonsäure kann zu Übelkeit, Erbrechen, Appetitlosigkeit sowie Verstopfung (insbesondere bei oraler Verabreichung) oder Durchfall führen. Es kann durch die Einnahme von Poly(styrol-co-divinylbenzol)sulfonsäure zu Minderdurchblutungen des Darms (Ischämie) und Geschwürbildungen kommen. Ebenfalls möglich ist das Absterben von Gewebe (Nekrose).
Bei Überdosierung kann ein erniedrigter Kalium- sowie ein erhöhter Natrium-Spiegel auftreten. Ebenfalls möglich sind ein erniedrigter Calcium- oder Magnesiumspiegel.
Auch Erkrankungen der Atemwege (Bronchitis) sind möglich.

#### Gegenanzeigen und Wechselwirkungen
Poly(styrol-co-divinylbenzol)sulfonsäure darf nicht angewendet werden bei einem Serumkalium-Spiegel unterhalb 5 mmol/l, einer Hypernatriämie, obstruktiven Darmerkrankungen sowie als gleichzeitige Gabe zu Sorbitol.
Bei zeitgleicher Gabe von Poly(styrol-co-divinylbenzol)sulfonsäure mit herzwirksamen Glykosiden, Schleifen- oder Thiazid-Diuretika, Levothyroxin oder Lithium kann es zu Wechselwirkungen kommen.

#### Fertigarzneimittel
- Poly(styrol-co-divinylbenzol)sulfonsäure-Natriumsalz: Resonium A (D, A), Kionex (USA),  Kayexalate (B, IT, F)
- Poly(styrol-co-divinylbenzol)sulfonsäure-Calciumsalz: Calcium Resonium (D), Sorbisterit (A, CH, NL), Resikali (F).

### Verlangsamung von Wirkstofffreisetzung
In der Pharmazie ist die Bindung von Wirkstoffen an Poly(styrol-co-divinylbenzol)sulfonsäure (Polystyrolsulfonatharz) eine Methode zur Verlangsamung (Retardierung) der Wirkstofffreisetzung aus einem Arzneimittel. Es eignen sich insbesondere basische Wirkstoffe (etwa Alkaloide wie Codein, Morphin oder Noscapin) zur Beladung. Das Wirkstoffkation wird bei der Magen-Darm-Passage gegen H+- im Magen bzw. Na+- und K+-Ionen im Darm ausgetauscht. Bei längerer Behandlungsdauer ist eine Veränderung des physiologischen Elektrolytgleichgewichts nicht auszuschließen. Es gibt am deutschen Markt nur wenige Präparate, beispielsweise Capval (Noscapin-poly(styrol-co-divinylbenzol)sulfonat) oder MST Retard-Granulat (Morphin-poly(styrol-co-divinylbenzol)sulfonat). Im US-Amerikanischen wird gemäß der USAN-Nomenklatur ein an Polystyrolsulfonatharz gebundener Arzneistoff durch die Anfügung der Bezeichnung polistirex hinter dem Wirkstoffnamen gekennzeichnet.

### Saure Katalysatoren
Poly(styrol-co-divinylbenzol)sulfonsäure kann bei Reaktionen wie Veresterungen, Hydrolysen, Kondensationsreaktionen, Polymerisationen, Dehydratisierungen als Protonendonator verwendet werden. Ein großer Vorteil ist, dass der Katalysator nach der Reaktion sehr einfach durch Filtration oder Dekantieren entfernt werden kann.